# Jack Bannon
John James Bannon, detto Jack (Los Angeles, 14 giugno 1940 – Coeur d'Alene, 25 ottobre 2017), è stato un attore statunitense.

## Biografia
Jack Bannon era figlio degli attori Jim Bannon e Bea Benaderet.
Dal 1983 fino alla morte, avvenuta nel 2017, fu sposato con l'attrice Ellen Travolta.

## Filmografia parziale

### Cinema
- La terza fossa (What Ever Happened to Aunt Alice?), regia di Lee H. Katzin (1969)
- Il piccolo grande uomo (Little Big Man), regia di Arthur Penn (1970)
- Parenti lontani (Distant Cousins), regia di Andrew Lane (1993)
- Gli occhi della vendetta (DaVinci's War), regia di Raymond Martino (1993)
- Hard Vice, regia di Joey Travolta (1994)
- To the Limit, regia di Raymond Martino (1995)
- Navajo Blues, regia di Joey Travolta (1996)
- The Basket, regia di Rich Cowan (1999)
- Waitin' to Live, regia di Joey Travolta (2006)
- Permettimi di amarti (Mistrust), regia di Shane Stanley (2018)

### Televisione
- Petticoat Junction – serie TV, 15 episodi (1963-1969)
- The Beverly Hillbillies – serie TV, 5 episodi (1964-1969)
- La fattoria dei giorni felici (Green Acres) – serie TV, episodi 1x08-1x20 (1965-1966)
- Squadra speciale anticrimine (The Felony Squad) – serie TV, episodio 1x07 (1966)
- Il tempo della nostra vita (Days of Our Lives) – soap opera, 2 puntate (1967)
- Al banco della difesa (Judd for the Defense) – serie TV, episodio 1x08 (1967)
- Organizzazione U.N.C.L.E. (The Man from U.N.C.L.E.) – serie TV, episodio 4x12 (1967)
- Daniel Boone – serie TV, 7 episodi (1967-1970)
- La pattuglia del deserto (The Rat Patrol) – serie TV, episodio 2x21 (1968)
- Mannix – serie TV, 4 episodi (1968-1971)
- Lassie – serie TV, 4 episodi (1970)
- Delitto di notte (Street Killing), regia di Harvey Hart – film TV (1976)
- Kojak – serie TV, episodio 4x03 (1976)
- L'uomo da sei milioni di dollari (The Six Million Dollar Man) – serie TV, episodio 4x07 (1976)
- Agenzia Rockford (The Rockford Files) – serie TV, episodio 3x10 (1976)
- Delvecchio – serie TV, episodi 1x11-1x19 (1976-1977)
- Tarzan, signore della giungla (Tarzan, the Lord of the Jungle) – serie animata, 36 episodi (1976-1979) - voce
- Quincy (Quincy, M.E.) – serie TV, episodio 2x03 (1977)
- Charlie's Angels – serie TV, episodio 1x18 (1977)
- Lou Grant – serie TV, 114 episodi (1977-1982)
- A cuore aperto (St. Elsewhere) – soap opera, 4 puntate (1982-1986)
- Trauma Center – serie TV, 13 episodi (1983)
- California (Knots Landing) – serie TV, 4 episodi (1984)
- Falcon Crest – serie TV, 2 episodi (1985)
- Hunter – serie TV, 4 episodi (1986-1988)
- La signora in giallo (Murder, She Wrote) – serie TV, episodi 2x16-5x14 (1986-1989)
- Perry Mason: Lo spirito del male (Perry Mason: The Case of the Sinister Spirit), regia di Richard Lang – film TV (1987)
- New York New York (Cagney & Lacey) – serie TV, episodi 7x09-7x19 (1988)
- Dynasty – serie TV, 2 episodi (1988)
- Santa Barbara – soap opera, 22 puntate (1988-1991)
- FM – serie TV, 2 episodi (1989-1990)
- Baby Sitter (Charles in Charge) – serie TV, episodi 5x11-5x23 (1990)
- Giudice di notte (Night Court) – serie TV, episodi 8x06-8x07 (1990)
- Le inchieste di Padre Dowling (Father Dowling Mysteries) – serie TV, episodi 2x09-3x22 (1990-1991)
- La signora del West (Dr. Quinn, Medicine Woman) – serie TV, episodio 3x22 (1995)

## Doppiatori italiani
Nelle versioni in italiano delle opere in cui ha recitato, Jack Bannon è stato doppiato da:
- Daniele Tedeschi ne Il piccolo grande uomo
- Romano Ghini in Charlie's Angels
- Claudio Capone in Lou Grant
- Oliviero Dinelli ne La signora in giallo (ep. 2x16)
- Michele Kalamera ne La signora in giallo (ep. 5x14)
- Massimo Gentile in Santa Barbara
- Stefano Oppedisano in Permettimi di amarti